# Berardiinae
Berardiinae – podrodzina ssaków morskich z rodziny zyfiowatych (Ziphiidae).

## Podział systematyczny
Do podrodziny należy jeden występujący współcześnie rodzaj:
- Berardius Duvernoy, 1851 – dziobogłowiec

Opisano również rodzaje wymarłe:
- Archaeoziphius Lambert & Louwye, 2006[3] – jedynym przedstawicielem był Archaeoziphius microglenoideus Lambert & Louwye, 2006
- Microberardius Bianucci, Lambert & Post, 2007[4] – jedynym przedstawicielem był Microberardius africanus Bianucci, Lambert & Post, 2007